# Йессен, Карл Людвиг

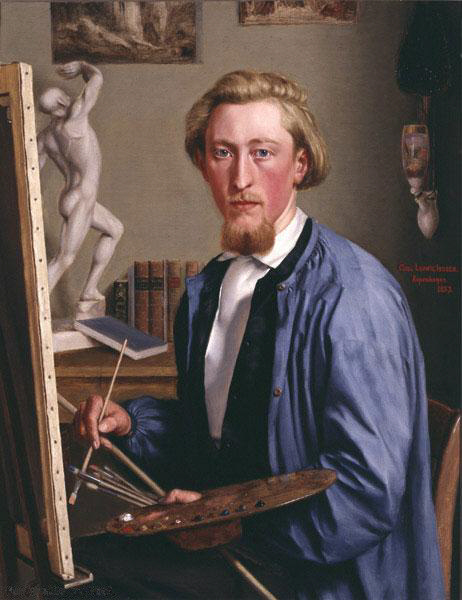
Карл Людвиг Йессен. Автопортрет, 1857

Карл Людвиг Йессен (нем. Carl Ludwig Jessen; * 22 февраля 1833 г. Нибюлль, Шлезвиг-Гольштейн; † 4 января 1917, Нибюлль) — немецкий художник фризского происхождения. Известен своими картинами на темы быта крестьян Северной Фрисландии.

## Жизнь и творчество
Получил профессию плотника. Затем работал также художником и маляром в сельской местности Фрисландии. В 1848—1854 годы самоучкой осваивает портретную живопись. С 1853 года, оставив плотническое ремесло, всецело посвящает себя живописи. В 1856—1865 годы живёт в Копенгагене и изучает живопись в Датской королевской художественной академии под руководством Вильгельма Марстранда. После окончания учёбы возвращается на родину, в Фрисландию. В 1867—1869 годы Йессен, получив на это стипендию, отправляется в рабочее путешествие, посещает Париж и ряд городов и местечек в Италии (Рим, Ареццо, Рокка-ди-Папа). В 1869—1870 годах художник живёт в городке Клокрис, в 1871—1875 годы — в Гамбурге. Затем он возвращается в родной город, в Нибюлль и остаётся здесь до самой смерти. Темой его произведений становится сельская жизнь пограничных между Данией и Германией фризских районов, в особенности на островах Амрум и Фёр. Племянником Карла Людвига Йессена был художник Бенедикт Момме Ниссен.
Полотна К. Л. Йессена можно увидеть во многих музеях Германии — Гамбурга, Фленсбурга, Киля, Нюрнберга, Хузума и др.

## Галерея

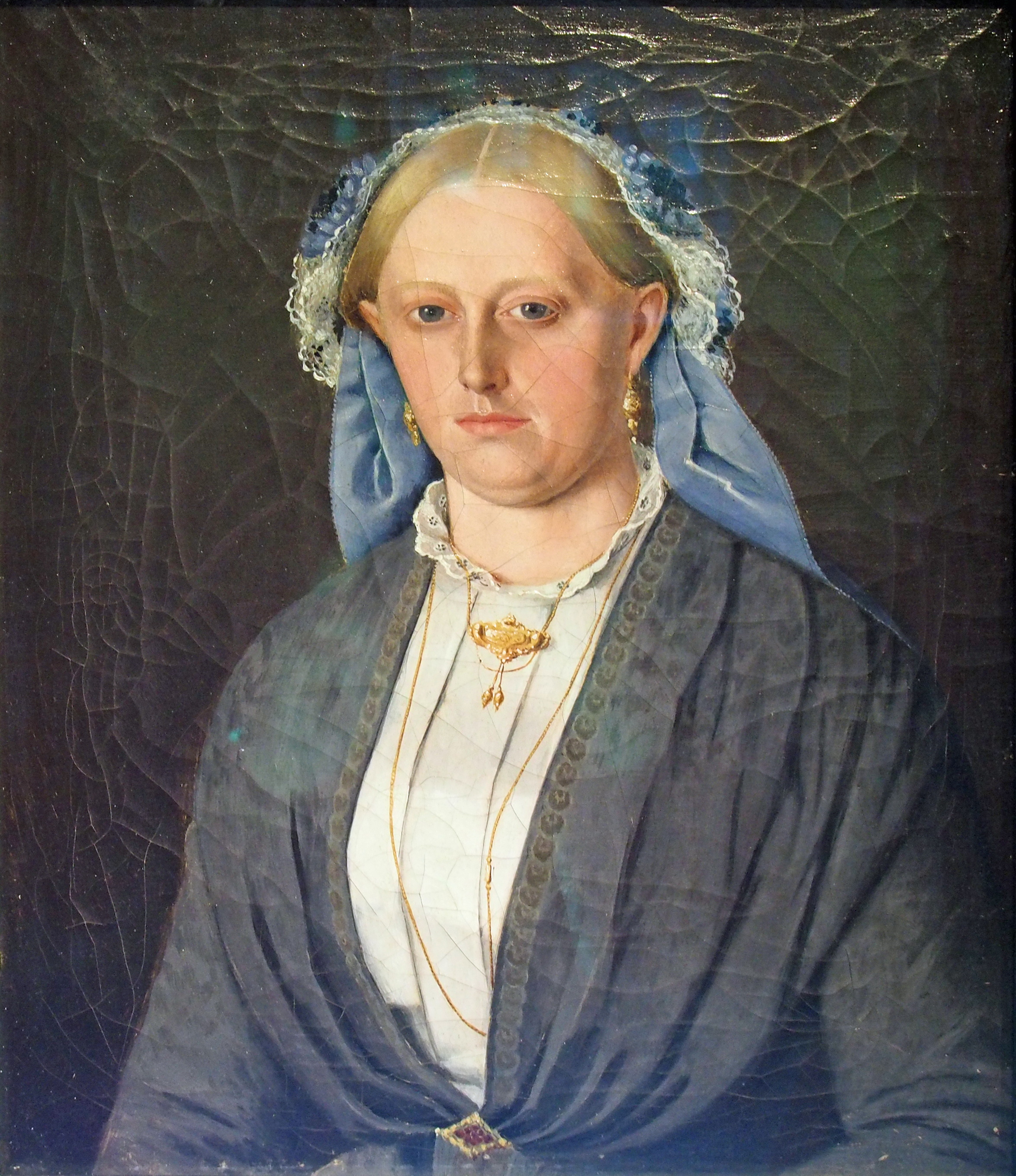
Портрет жены художника
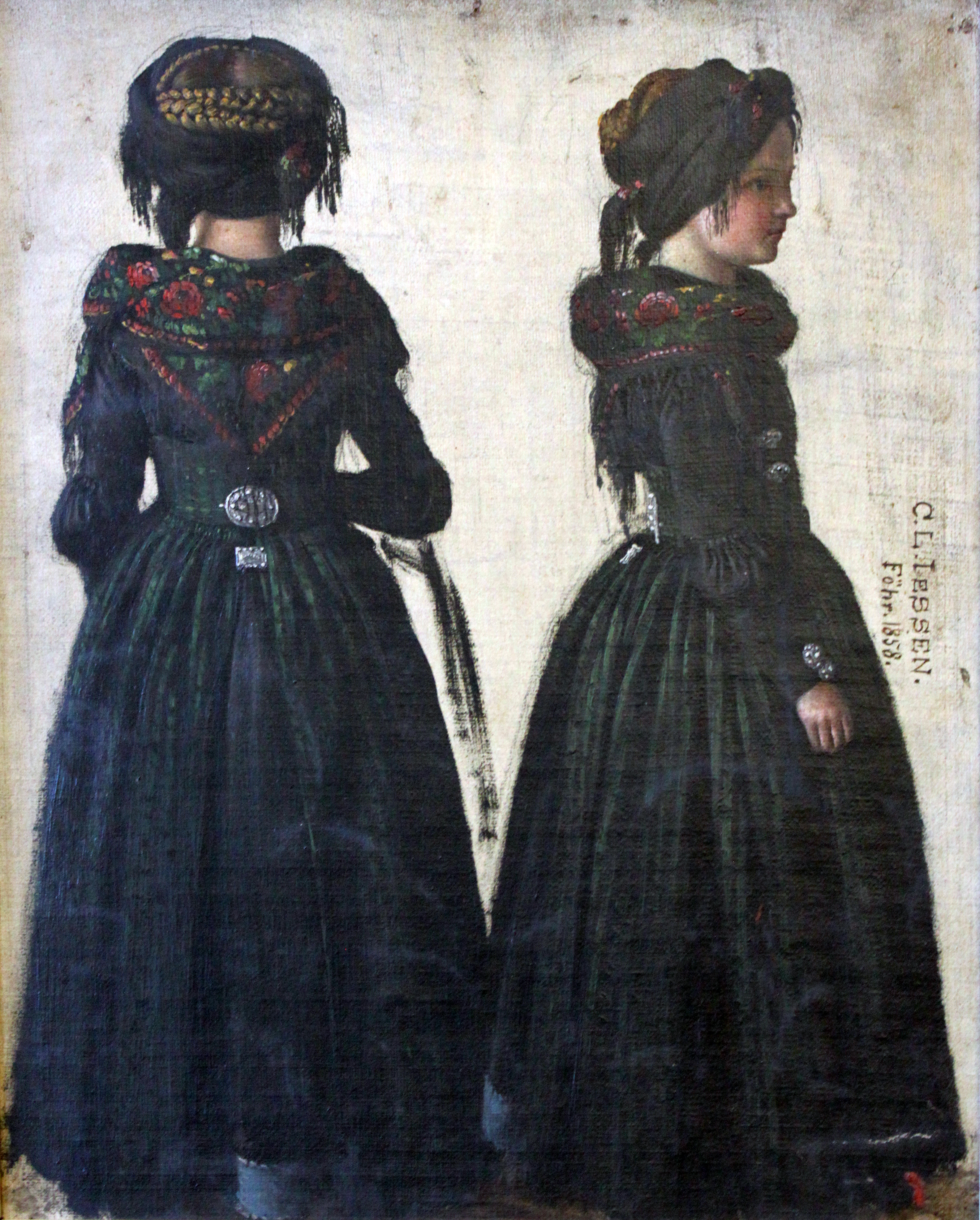
Портрет девушки-фрисландки с острова Фёр (1858)
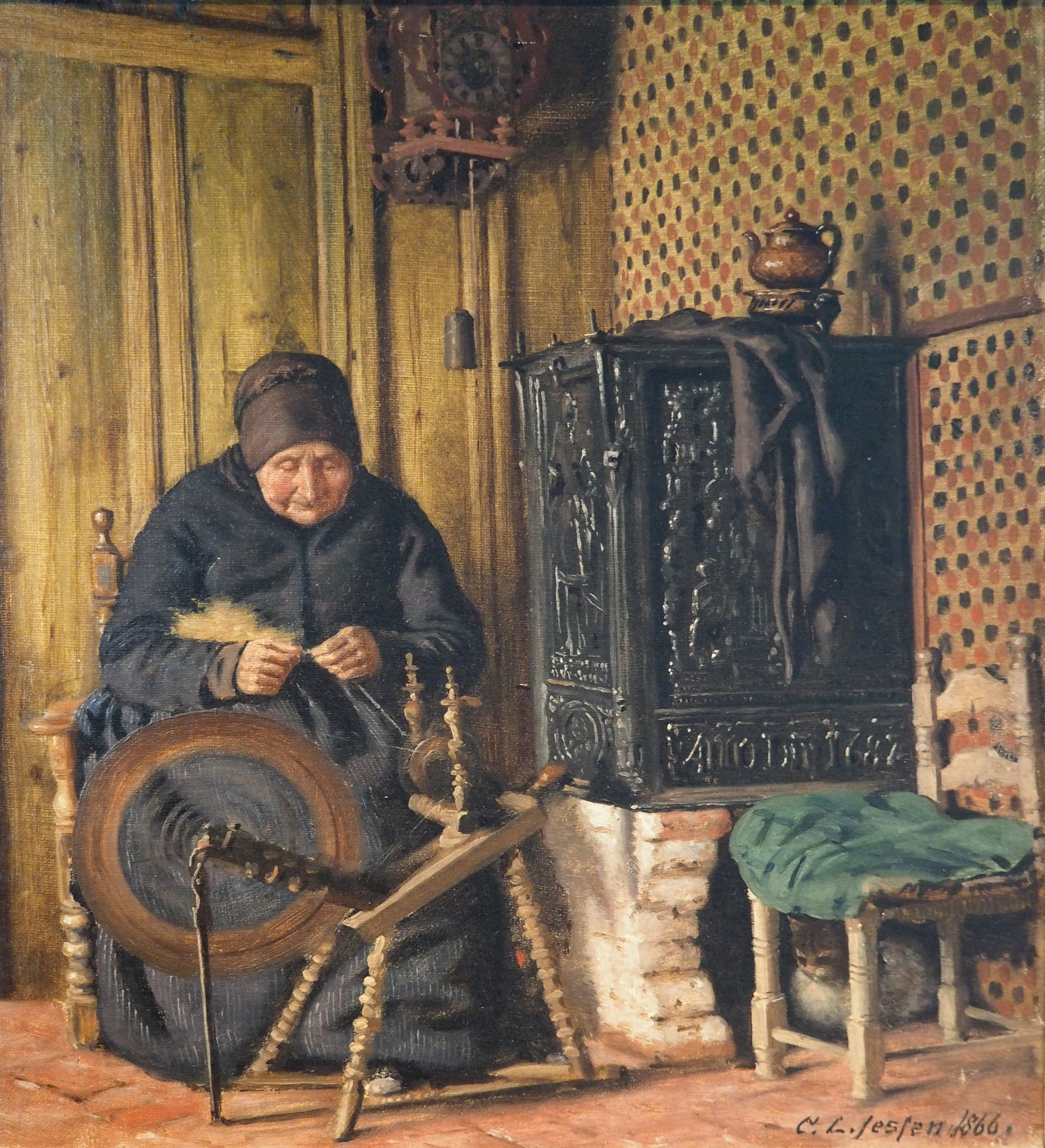
Старуха за веретеном (1866)
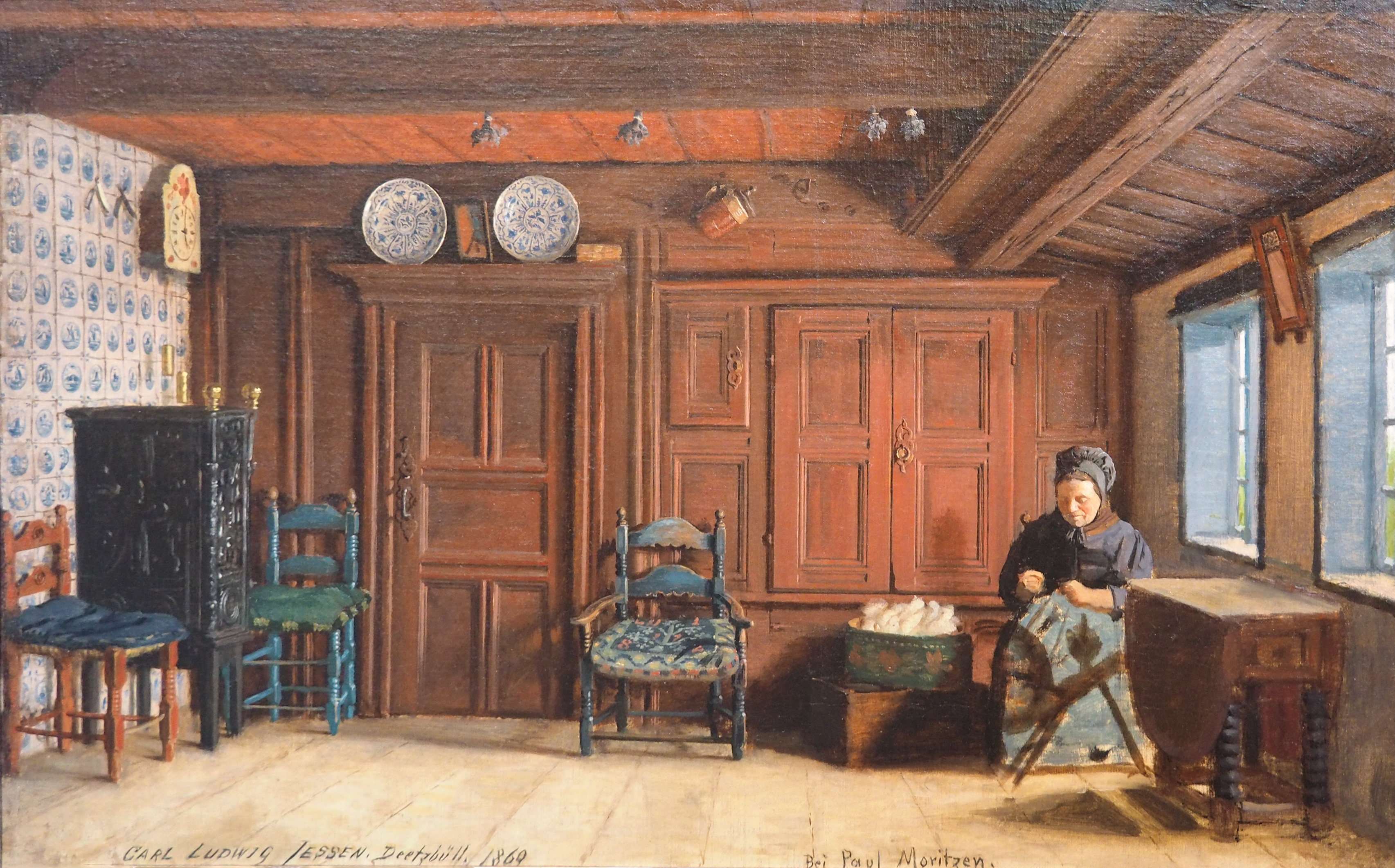
Красная комната (1869)
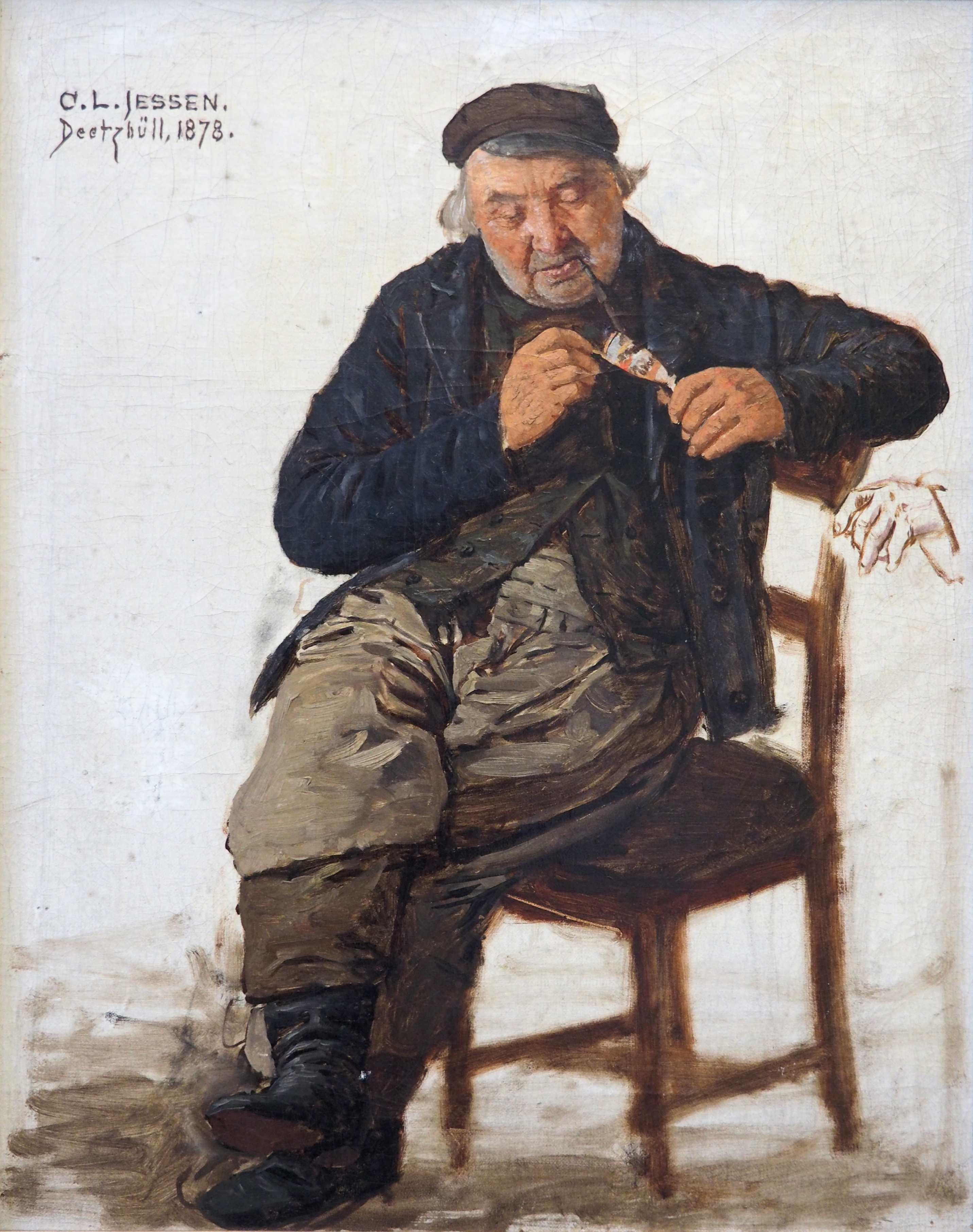
Портрет рыбака в студии (1878)
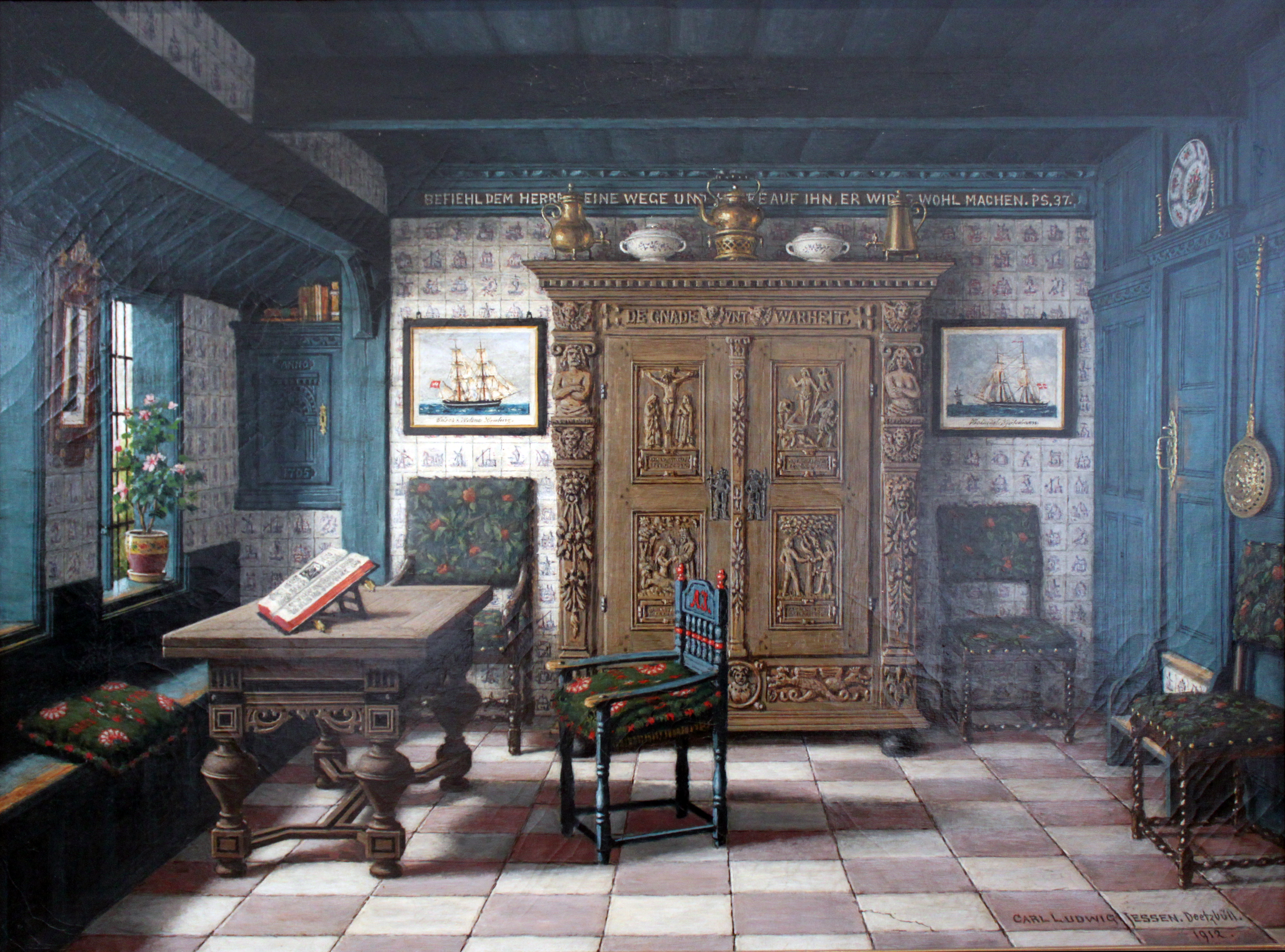
Голубая комната (1912)